# بیندیش
بیندیش: فلسفه برای همه (به انگلیسی: Think: Philosophy for Everyone) یکی از نشریات دانشگاهی است که از سوی مؤسسه سلطنتی فلسفه در لندن و توسط انتشارات دانشگاه کمبریج منتشر می‌شود. هدف این نشریه، ایجاد پیوندی میان فلسفه معاصر و عموم افراد است. سردبیر این نشریه استیون لا است.